# Huntik : À la recherche des Titans
Huntik : À la recherche des Titans (Huntik: Secrets & Seekers) est une série d'animation italienne-canadienne de 2 saisons de 26 épisodes chacune, créée et dirigée par Iginio Straffi en 2009, que l'on peut définir comme un mélange d'Indiana Jones et de Pokémon.
Le développement de la série a commencé en 2007, en co-production entre Big Bocca et Rainbow S.p.A.Le premier épisode a été diffusé le 3 juin 2009 au Canada, aux États-Unis et au Royaume-Uni. La deuxième saison est diffusée pour la première fois le 17 septembre 2011 sur la chaîne italienne Rai 2.
En France, elle est diffusée depuis 2010 sur Télétoon+ et Télétoon+1. Les deux saisons de la série étaient disponibles sur la plateforme Netflix du 11 décembre 2015 au 17 mars 2020.
Deux attractions, intitulées Huntik 5D (un parcours scénique interactif) et Yucatan (une attraction aquatique), constituent deux des principales attractions du parc MagicLand à Rome, et sont dédiées à la série.

## Synopsis

### Saison 1
Le jeune Lok Lambert, peu studieux mais doué pour les casse-têtes, fait plus ample connaissance avec sa camarade de classe à l'Académie préparatoire de Venise, Sophie Casterwill. Les deux lycéens découvrent chez Lok un journal indéchiffrable, qui aurait appartenu à son père disparu depuis dix ans, ainsi qu'une étrange amulette. Immédiatement, des agents de l'Organisation font irruption et tentent de s'emparer de ces artefacts. Sur ordre de Sophie et après une course poursuite dans Venise, Lok retrouve un expert des objets anciens nommé Dante Vale. Plus tard, ils feront connaissance avec la mystérieuse Zhalia Moon. Ensemble, les quatre chercheurs, des humains capable de puiser dans leur énergie vitale pour utiliser des pouvoirs et invoquer des créatures surnaturelles, les Titans, rempliront des missions pour le compte de la Fondation Huntik, parcourant le monde pour trouver les amulettes des Titans avant la malfaisante Organisation. En parallèle, ils se mettront à la recherche du père de Lok, ce qui les conduira sur le chemin de l'ancienne Amulette de la Volonté et des Titans légendaires de Lord Casterwill, le tout premier chercheur.

### Saison 2
Après avoir vaincu le Professeur, un dénommé Wilder prend le contrôle de l'Organisation et cherche à neutraliser Dante Vale pour asseoir sa légitimité. Lok poursuit sa quête désespérée pour retrouver son père, mais parallèlement, une nouvelle menace qui surpasse largement l'Organisation se présente : la confrérie de la Spirale de Sang, dont l'objectif est de faire revenir les Annulateurs qui avaient été vaincu jadis par Lord Casterwill. Sophie, en tant que descendante directe de ce dernier, va porter une nouvelle responsabilité sur ses épaules : réunir les membres de sa famille éparpillée dans le monde, trouver les Titans légendaires des descendants de Casterwill, et vaincre la Spirale de Sang menée par le mystérieux Traître.

## Fiche technique
- Titre original : Huntik: Secrets and Seekers
- Titre français : Huntik : À la recherche des Titans (France), Huntik : Le secrets et le Chercheuses (Québec)
- Création : Iginio Straffi
- Direction : Iginio Straffi, Simone Borselli
- Réalisation : Iginio Straffi
- Musique : Michele Bettali, Stefano Carrara, Fabrizio Castania
- Société de production : Rainbow, Big Bocca Productions, Rai Fiction, Nelvana
- Société de doublage :  SAMPLE srl,  NYAV POST,  Studio 306
- Langue originale : italien, anglais
- Nombre d'épisodes : 52 (2 saisons)
- Durée : 23 min.
- Dates de première diffusion :  : 3 janvier 2009  Italie :12 janvier 2009,  Canada : 12 janvier 2009 ;  France : 2010

## Distribution

### Doublage[6]
| Personnage        | Version originale (italien) | Version américaine                               | Version originale (canadien) | Version française  |
| ----------------- | --------------------------- | ------------------------------------------------ | ---------------------------- | ------------------ |
| Lok Lambert       | Alessio Nissolino           | Yuri Lowenthal (saison 1) Matt Caplan (saison 2) | Scott McCord                 | Emmanuel Dekoninck |
| Sophie Casterwill | Perla Liberatori            | Rebecca Soler                                    | Tara Strong                  | Prunelle Rubens    |
| Dante Vale        | Patrizio Prata              | Marc Thompson                                    | Garry Chalk                  | Pierre Lognay      |
| Zhalia Moon       | Jolanda Granato             | Karen Strassman                                  | Bryn McAuley                 | Florine Orphelin   |
| Den Fears         | Leonardo Graziano           | Grant George                                     | Kirby Morrow                 | Karim Barras       |
| Cherit            | Daniele Demma               |                                                  | Robert Baldwin               |                    |
| Le Professeur     | Antonio Guidi               | Mike Pollock                                     | Jay Brazeau                  |                    |
| Rassimov          | Dario Penne                 | Madeleine Blaustein                              |                              |                    |
| DeFoe             | Claudio Moneta              | Kirk Thornton                                    |                              |                    |
| Grier             | Marco Pagani                | Richard Epcar                                    |                              |                    |
| Guggenheim        |                             | J.B. Blanc                                       |                              | J.B. Blanc         |
| Eathon Lambert    | Francesco Orlando           |                                                  | Cory Doran                   |                    |
| Wilder            | Massimiliano Lotti          | Christopher Kromer                               |                              |                    |
| Stack             | Riccardo Rovatti            |                                                  |                              |                    |
| Tantras           | Augusto Di Bono             | Michael Sorich                                   |                              |                    |
| Harrison Fears    | Luigi Morville              | Ben Diskin                                       |                              |                    |
| Lucas Casterwill  | Fabrizio De Flaviis         |                                                  | Justin Bradley               |                    |
| Montehue          |                             | Dan Green                                        |                              |                    |

## Titans
Les Titans sont des créatures surnaturelles originaires de l'Huntik, amenées sur Terre il y a plusieurs milliers d'années par Lord Casterwill pour l'aider à vaincre les Annulateurs. Les Titans se sont ensuite liés à certains hommes doués de pouvoirs, qu'on appelle chercheurs, et ce à travers le monde et les âges. Ils sont contenus dans des amulettes ou des anneaux, dans lesquels ils retournent lorsqu'ils sont vaincus au combat. La plupart d'entre eux sont de moralité neutre, mais leur personnalité peut être influencée par celle du chercheur auquel ils sont liés. Invoquer et contrôler des Titans, surtout ceux réputés pour être puissants ou antipathiques, demande beaucoup d'énergie vitale. Il existe une classification des Titans en six catégories :
- Les Draco-Titans, inspirés de la mythologie européenne médiévale
- Les Krono-Titans, inspirés de la mythologie gréco-romaine
- Les Hecto-Titans, inspirés de la mythologie égyptienne
- Les Gaia-Titans, inspirés de la mythologie celtique
- Les Swara-Titans, inspirés de la mythologie africaine
- Les Yama-Titans, inspirés de la mythologie japonaise
- Les Litho-Titans, inspirés de la mythologie européenne ou nordique
- Les Meso-Titans, inspirés de la mythologie méso-américaine

À partir de la saison 2, certains de ces Titans, doués d'une connexion mentale parfaite avec leur chercheurs, sont capables d'entrer en mode Hyper-Fusion et d'obtenir de nouveaux pouvoirs phénoménaux ainsi qu'une nouvelle apparence.

## Personnages

### La Fondation Huntik
La Fondation Huntik est dirigée par Metz et se compose de chercheurs et de scientifiques qui recherchent activement les artefacts et les amulettes des Titans à travers le monde, dans le but de les protéger de l'Organisation.
| Personnage        | Description | Titan(s) signature |
| Lok Lambert       | Lok Lambert ne savait rien du monde des Titans jusqu'à la découverte du journal de son père et d'une étrange amulette. Il devient chercheur à part entière pour la Fondation Huntik, et avec l'aide de Dante, Sophie (pour qui il développe des sentiments), et Zhalia, il cherchera sans relâche la trace de son père, le célèbre chercheur Eathon Lambert, disparu dix ans auparavant. S'il se montre au départ faible et maladroit, sa volonté lui permet de développer de grands pouvoirs et un mental suffisamment puissant pour contrôler des Titans redoutables. | - Kipperin (donné par Eathon) (passé en Hyper Fusion) - Lindorm (passé en Hyper Fusion) - Baselaird (donné par Eathon) (passé en Hyper Fusion) - Dendras - Raijin the Thunderbolt - Ironsquire - Springer |
| Sophie Casterwill | Sophie Casterwill fait partie de la première famille de chercheurs de l'histoire, et est la descendante directe du légendaire Lord Casterwill, qui fit venir les Titans sur Terre pour vaincre une puissance malfaisante. Depuis l'incendie criminel de sa demeure lorsqu'elle était enfant, elle est orpheline et a pour seul famille son majordome LeBlanche et son garde du corps Santiago. C'est une érudite qui connaît l'histoire des hommes aussi bien que celle du monde des Titans, ce qui lui a permis d'apprendre de nombreux pouvoirs. Elle rejoint la Fondation Huntik en même temps que Lok, avec pour objectif personnel d'en apprendre plus sur l'histoire et la mission ancestrale de sa famille. La saison 2 la met elle et sa famille au centre de l'intrigue. | - Sabriel (passé en Hyper Fusion) - Icare - Feyone - Sorcerel (passé en Hyper Fusion) - Kelpie - Influxion (donné par Teien)                                                                              |
| Dante Vale        | Dante Vale est le chercheur numéro un de la Fondation Huntik. Il supervise l'équipe qu'il forme avec Lok, Sophie et Zhalia. Il a été formé dès son plus jeune âge par Metz, et est reconnu pour son épatante habileté en combat rapproché et son esprit stratégique. Il se révèle également être un érudit dans les domaines historiques, scientifiques et magiques. Son implication dans son travail l'empêche de se rendre compte de l'affection qu'il éprouve pour Zhalia, et réciproquement. | - Solaile (donné par Metz) - Caliban (donné par Metz) (passé en Hyper Fusion) - Métagolem - Ariel (passé en Hyper Fusion) - Ignatus - Obéron                                                              |
| Zhalia Moon       | Zhalia Moon est une orpheline originaire de Rotterdam, qui a vécu dans la rue toute son enfance et qui n'a aucun scrupule à se battre à la déloyale pour survivre. Recueillie par l'Organisation, elle s'attache à Klaus et souhaite devenir, enfin, une femme puissante et respectée. Elle rejoint l'équipe Huntik pour l'espionner de l'intérieur, et semble toujours se montrer secrète, froide et distante. Cependant, lorsqu'elle se rend compte que ses compagnons, surtout Dante, ont confiance en elle, elle change de camp et se dévoile un peu plus. C'est une chercheuse athlétique, puissante et maligne, douée au combat rapproché et maîtresse dans l'art de l'espionnage.                                                                                          | - Garéon (passé en Hyper Fusion) - Kilthane - Roi Basilic - Gar-Ghoul - Stryx - Janusea the GateKeeper |
| Chérit            | Chérit est un Titan d'une nature particulière. Capable de parler aux hommes et dépourvu d'amulette, son origine est un mystère, jusqu'à la saison 2 où l'on apprend que c'était un proche compagnon de Lord Casterwill. Il rencontre Lok alors que celui-ci tente d'échapper à l'Organisation dans Venise, et finit par suivre l'équipe lors de ses aventures. Il n'est pas vraiment capable de se battre, mais peut émettre un rayon d'énergie pour vaincre un Titan ou redonner des forces à un chercheur. | |
| Den Fears         | Den Fears est un orphelin qui rejoint la Fondation Huntik dans la saison 2, après avoir été temporairement membre de la Spirale de Sang. C'est un chercheur ayant un fort potentiel, mais son instabilité émotionnelle et son inexpérience jouent contre lui. Prêt à tout pour sauver son frère Harrison qui, contrairement à lui, s'est dirigé vers la mauvaise voie, rongé par son ressentiment, Den est capable de contrôler des Titans malfaisants. | - Freelancer (donné par Lok) - Justicier (passé en Hyper Fusion) - Kaioh le Traqueur (donné par Teeg) |
| Metz              | Metz était autrefois l'ami d'Eathon Lambert et de Simon Judeau, avec qui il parcourait le monde à la recherche des Titans légendaires. Il est devenu le mentor de Dante, et est à présent à la tête de la Fondation Huntik. Metz fut frappé par une malédiction mortelle après avoir tenté de s'emparer du Titan légendaire Béhémoth sans porter l'Amulette de la Volonté, et Dante s'échine à lui trouver un remède tout au long de la saison 1. | - Caliban (donné à Dante) - Ariel (donné à Dante) |
| Guggenheim        | Guggenheim est le sous-directeur de la Fondation Huntik et membre du Conseil Huntik. Il est chargé de confier des missions aux équipes de chercheurs, et de mettre à leur disposition les ressources de la Fondation. Bien qu'étant un fonctionnaire de bureau propre sur lui, il ne refuse jamais une occasion de combattre et montrer sa puissance. | - Bullreguard |
| Montehue          | Montehue est un chercheur bourru et déterminé, dont l'arme de prédilection est une paire de haches de lancer. Ami et rival de Dante depuis leur enfance, il est frustré de finir toujours second. Dante lui a un jour donné l'amulette de Tolivane en consolation de n'avoir pas réussi à trouver un artefact avant lui, et c'est comme cela que Montehue est devenu chercheur et a rejoint la Fondation Huntik. | - Tolivane (donné par Dante) - Fenris (donné par Dante) |
| Tersley           | Tersley est l'assistant de Montehue. Tout comme Sophie, c'est un érudit de l'histoire des hommes et des chercheurs, mais il est très peureux face à l'ennemi et laisse souvent Montehue se battre à sa place. Ce dernier veille toujours à le protéger. | - Venadek - Chercheur rouge |
| Eathon Lambert    | Eathon Lambert était un chercheur puissant et réputé au sein de la Fondation, porté disparu il y a dix ans dans une jungle d'Amérique du Sud alors qu'il était à la recherche de l'Amulette de la Volonté. Lok apprend dans la saison 2 que son père a traversé les dimensions par un portail, et qu'il se trouve maintenant dans l'Huntik, le monde des Titans. Il apparaît à son fils à plusieurs reprises pour l'aider dans sa quête. | - Dendras (donné à Lok) - Jirwolf (disparu) |
| Sandra Lambert    | Sandra Lambert est la mère de Lok. Elle faisait autrefois partie de la Fondation Huntik, et reprend du service pour protéger son fils à plusieurs reprises en Irlande et lors de la bataille contre la Spirale de Sang. | - Lunar - Solar |
| Scarlet Byrne     | Scarlet Byrne est une jeune chercheuse de la Fondation, et ancienne nourrice de Lok. Elle rejoint l'équipe Huntik pendant la durée de deux épisodes, et pendant la bataille contre la Spirale de Sang. Scarlet tente de se rapprocher, sans succès, de Dante. | - Gybolg - Firbolg |
| Teeg et Galen     | Teeg et Galen sont deux membres de la Fondation Huntik résidant en Basse-Californie, au Mexique. Ce sont des amérindiens Kumeyaay, versés dans l'archéologie et les légendes locales, spécialistes du célèbre chercheur et conquérant, Hernan Cortès. Ils apportent leur aide à l'équipe Huntik lorsque ceux-ci sont à la recherche du Titan légendaire Umbra. Teeg prend Den sous son aile pour l'aider à supporter la perte de son frère. | |

### La Famille Casterwill
La famille Casterwill est une famille de nobles et de chercheurs très ancienne, qui remonte à l'aube de l'humanité et qui a des liens étroits avec la légende du Roi Arthur. Elle est au cœur de l'intrigue de la saison 2.
| Personnage         | Description | Titan(s) signature                   |
| Lord Casterwill    | Lord Casterwill est le tout premier chercheur de l'Histoire. Il appela les Titans de l'Huntik afin qu'ils l'aident à repousser les Annulateurs lors d'une guerre qui dura 500 ans. Il scella la marque de la Spirale permettant d'appeler les Annulateurs, et donna à ses fils et ses filles les amulettes de Titans légendaires, dans le but de protéger leur famille et la Terre. La famille Casterwill était affaiblie et éparpillée à travers le monde, jusqu'à ce qu'elle soit réunie par Sophie dans la saison 2 pour combattre la Spirale de Sang, poursuivant ainsi la tâche de leur ancêtre. | - Béhémoth - Tao - Araknos - Overlos |
| Lucas Casterwill   | Lucas est le frère de Sophie, que celle-ci n'avait pas vu depuis des années depuis l'incendie de leur demeure. S'il se montre d'abord arrogant et antipathique, la considérant comme inexpérimentée, il changera d'avis lorsqu'elle mènera leur famille dans la bataille contre la Spirale de Sang à la Forteresse de la Volonté de Fer. Lucas est accompagné des chercheurs Delix et Lane. | - Templier                           |
| Nimue Casterwill   | Nimue, aussi appelée Dame du Lac, était la doyenne de la dynastie des forgerons, gardienne de la Caverne de Cristal et membre éminente de la famille Casterwill. Elle a soumis Sophie a une épreuve de courage qui lui a permis de retrouver confiance en elle et de ramener à la vie Sabriel. Par la suite, elle sera l'un des rares soutiens de Sophie pour décider s'ils doivent entrer en guerre avec la Spirale de Sang. Elle a sacrifié sa vie pour protéger Sophie et le conseil des Anciens lors de la bataille de la Forteresse de la Volonté de Fer.                                        | - Ondine                             |
| Teien Casterwill   | Teien est la doyenne de la dynastie des stratèges de la famille Casterwill. Elle fait également partie de la Fondation Huntik. D'origine japonaise, son visage est souvent dissimulé par un masque. Elle croit en Sophie dès le début, contre le reste du conseil des Anciens. Elle possède également un pouvoir psychique unique, capable de faire avouer la vérité à n'importe qui. |                                      |
| Viviane Casterwill | Viviane est la petite-fille de Nimue. Profondément attristée par la mort de sa grand-mère, elle remplace celle-ci en tant que nouvelle Dame du Lac. Malgré son jeune âge, elle réussit à être courageuse et à vaincre la puissante Shauna lors de la bataille finale contre la Spirale de Sang. | - Mythras (donné par Sophie)         |
| Focauld Casterwill | Focauld est le doyen de la dynastie de la connaissance de la famille Casterwill. Sa mission est de garder le savoir ancestral des Casterwill et de le protéger des forces malfaisantes. Il ne fait pas confiance à Sophie et pense qu'il revient à la Fondation Huntik de se débarrasser de la Spirale de Sang. Néanmoins, comme Lucas, il changera d'avis après la bataille de la Forteresse de la Volonté de Fer. | - Icare - Feyone                     |
| LeBlanche          | LeBlanche est le majordome de Sophie, et veille soigneusement sur elle depuis la mort de ses parents. Il l'accompagne notamment tout au long de la saison 2 pour l'aider à accomplir sa mission familiale. | - Albion - Sentinel                  |
| Santiago           | Santiago est le garde du corps dévoué de Sophie depuis son enfance. C'est un maître des arts martiaux, qui la sauva notamment de l'incendie criminel qui a tué ses parents. | - Shinobi - Kunoichi                 |

### L'Organisation
L'Organisation a été fondée à Prague en 1959 par le mystérieux Professeur. Il s'agit d'une organisation paramilitaire tentaculaire, infiltrée au sein des grands groupes financiers, dont le but est de s'emparer d'autant de Titans et d'artefacts que possibles. La Fondation Huntik a pour but de mettre en lieu sûr les Titans, avant que l'Organisation ne s'en empare.
| Personnage          | Description | Titan(s) signature                                                 |
| Le Professeur       | L'identité et le but précis du Professeur étaient inconnus, jusqu'à ce que l'équipe apprenne qu'il s'agit de Simon Judeau, ami d'enfance de Metz et d'Eathon Lambert. Affligé de la même malédiction que Metz, le Professeur était maintenu en vie par un lien délétère avec le Titan Araknos. C'était un chercheur redoutable et extrêmement puissant, capable d'invoquer quatre Titans légendaires simultanément. Lorsqu'Overlos ouvrit un portail vers l'Huntik sur ordre de Lok et que les trois Titans légendaires furent aspirés, le Professeur fut également emporté, Araknos ne voulant pas rompre le lien qui les unissaient. | - Dominator - Dragon des Glaces                                    |
| Rassimov            | Rassimov est le bras droit loyal au Professeur. S'il se contente de réprimander les agents inefficaces de DeFoe au début, c'est un chercheur extrêmement puissant, aux pouvoirs et aux Titans redoutables, et son arrivée sur le terrain met en déroute l'équipe Huntik à de nombreuses reprises. | - Tourment - Anubien                                               |
| DeFoe               | Premier lieutenant du Professeur rencontré par l'équipe Huntik, secondé par Grier, DeFoe est un chercheur autoritaire mais médiocre, qui finit par être désavoué par le Professeur à la suite de ses nombreux échecs et de son incompétence à ramener les Titans recherchés. | - Kreutalk                                                         |
| Grier               | Lieutenant du Professeur dans la saison 1, Grier est un militaire qui met un point d'honneur à imposer une discipline de fer à ses soldats. Il se détache petit à petit de l'Organisation pour se concentrer sur son règne, lorsqu'il reprend sa place de prince sur l'île grecque de Sutos, d'où il est originaire. Il aime particulièrement combattre Dante d'homme à homme. Lors de la saison 2, il apporte son aide à l'équipe Huntik pour vaincre Wilder et Rassimov, et prend le contrôle de l'Organisation pour la rendre meilleure.                                                                                            | - Briseur (passé en Hyper Fusion) - Mégataur (donné par Zan-Sutos) |
| Klaus               | Scientifique de l'Organisation, Klaus a un penchant pour le malsain. Il collectionne les artefacts et les Titans anciens, et est reconnu pour ses nombreuses inventions techno-magiques, allant même jusqu'à créer un Titan de toutes pièces, Brahe, calqué sur Metagolem. Il a également inventé le Technonomicon, la version de l'Holotome (un appareil de cartographie et de scan des Titans) réservée aux membres de l'Organisation. | - Brahe - Nighlurker                                               |
| Wilder              | Wilder se proclame nouveau chef de l'Organisation dans la saison 2. Bien différent du Professeur, il brille par son cynisme et sa répugnance à se salir les mains, mais il se révèle redoutable en combat. Son but est de mettre en déroute l'équipe Huntik, pour asseoir sa légitimité de chef. | - Incubane - Grand-Facade                                          |
| Stack               | Stack est le bras droit de Wilder. Il est sans pitié, cynique et doué au combat. | - Dryade Ténébreuse                                                |
| Hoffman             | Hoffman est un chercheur fidèle à Wilder, et avant lui, au Professeur. Malgré son âge avancé, il fait preuve d'une certaine puissance, et a consacré sa vie à l'Organisation. | - Doberman - Myrmidon                                              |
| "Costumes-cravates" | Les "Costume-cravates" sont les agents de hiérarchie la plus faible, qui constituent le gros des rangs de l'Organisation. Ils se reconnaissent à leurs costumes noirs et leurs lunettes de soleil. Leurs Titans standardisés sont de faible niveau, et bien qu'ils soient faciles à vaincre, ils représentent un danger pour l'équipe Huntik lorsqu'ils forment une embuscade. | - Griffu - Cérébrodrone - Gigadrone - Enforceur - Griffosaure      |

### La Spirale de Sang
Cette organisation sectaire, dont la base d'opération est située dans un endroit inconnu sur le plateau Sibérien, est dévouée à l'être connu sous le nom de Traître. Son but est d'activer la Marque de la Spirale, afin de faire revenir les Annulateurs et de purifier la Terre. La plupart des membres de la Spirale vouent une haine viscérale à la famille Casterwill, étant donné leur rivalité millénaire.
| Personnage         | Description | Titan(s) signature                                                              |
| Traître            | Jadis, le meilleur ami de Lord Casterwill trahi les fils et les filles de ce dernier en s'alliant aux Annulateurs dans l'intention d'effacer toute vie sur Terre. Pendant des années, son esprit a donné des ordres à Rassimov afin de ressusciter sous la forme d'un cadavre et d'activer à nouveau la Marque de la Spirale. Durant la bataille finale, il a donné du fil à retordre à l'équipe Huntik, à cause de l'immortalité que lui conférait la Marque de la Spirale, et de ses redoutables pouvoirs et Titans.                                                | - Demigorgan - Légion (donné à Rassimov)                                        |
| Rassimov           | Dans la saison 2, Rassimov révèle sa vraie allégeance à une secte bien plus importante et ancienne que l'Organisation, la Spirale de Sang, et agit en qualité de bras droit dévoué au Traître. C'est un chercheur extrêmement puissant aux pouvoirs et aux titans redoutables, qui met en déroute l'équipe Huntik à de nombreuses reprises. Il se bat souvent en duel contre Dante. | - Tourment - Anubien                                                            |
| Shauna             | Shauna est la sœur de Rassimov. D'un tempérament colérique et toujours prête à tuer un Casterwill, elle représente une réelle menace grâce à ses talents en art martial, et se laisse parfois distraire de sa mission lorsqu'elle se concentre sur sa haine envers Sophie. | - Cendre - Lilith la Reine                                                      |
| Wind               | Partenaire de Shauna, Wind est un redoutable assaillant, apparemment muet. Il est capable de se mesurer à Dante et même de le vaincre. Plus mesuré que Shauna, il la protège tout en tempérant ses ardeurs. | - Shakrit                                                                       |
| Tantras            | Puissant chercheur sous les ordres de Rassimov, Tantras fait office de précepteur. Sa tâche est de recruter et former de nouveaux membres pour la Confrérie. Il a élevé et entraîné Kiel, et est parti chercher Den, Harrison et d'autres enfants dans un orphelinat pour en faire des recrues. Cruel et très doué en combat malgré son âge avancé, il rivalise avec Dante. Cependant, le cœur de Vlad Dracul dont il a essayé de s'emparer l'a laissé dans un état affaibli, et il s'en remet alors à Harrison, pour qui il représente une figure paternelle.        | - Jericho (donné à Harrison)                                                    |
| Kiel               | Kiel est un frère de haut rang dans la Spirale de Sang. Il utilise de nombreux pouvoirs et Titans de feu, et est à l'origine de l'incendie qui détruisit la maison de Sophie durant son enfance. Redoutable en combat, sa tendance sociopathe inspire la peur à tous ces ennemis. Sophie réussit cependant à vaincre son traumatisme d'enfance et à affronter Kiel. | - Vulcana - Cyclopyro - Esprit du Feu                                           |
| Marduk             | Bras droit de Kiel, Marduk est un pisteur aguerri qui l'accompagne partout. | - Cerbère - Helinx                                                              |
| Harrison Fears     | Orphelin et frère de Den, Harrison a en lui beaucoup de colère contre le monde, ce qui l'a conduit à rejoindre la Spirale de Sang et à ne pas faire marche arrière, comme son frère. Pour cela, il le considère comme un faible, et cherche souvent à l'humilier en combat singulier. Sous le parrainage de Tentras, il se montre vite être un chercheur puissant. Il rejoint finalement son frère lors de la bataille finale contre le Traître. | - Antédiluvien (passé en Hyper Fusion) - Hitokiri - Jericho (donné par Tantras) |
| Soldats silencieux | Les Soldats silencieux sont les soldats de hiérarchie la plus faible, qui constituent le gros des rangs de la Spirale de Sang. Ils se reconnaissent à leurs uniformes gris à capuche et leur masque. Les étudiants de Tantras portent une robe d'un gris foncé. Les Soldats silencieux faisant partie de l'équipe de chasseurs de Casterwill entraînée par Kiel, portent une robe rouge. Chacun d'eux est religieusement dévoué aux lois de la Spirale et aux Annulateurs. Leurs Titans sont bien plus puissants que les Titans de base des agents de l'Organisation. | - Arlequin - Maraudeur - Psikofen                                               |

## Figures historiques
Lors de leurs aventures, l'équipe Huntik croise le nom et le chemin d'un certain nombre de chercheurs célèbres, faisant référence à des légendes historiques.
| Personnage                | Description | Titan(s) signature                                             |
| Jodis Lore                | Jodis Lore était un chercheur, possesseur du Metagolem. Il a caché l'amulette sous le cimetière central de Prague, en République tchèque, derrière une porte enchantée. Il a également laissé un ensemble de notes documentant son exploration du tombeau perdu de Néfertiti. Il est inspiré de Judah Loew, rabbin tchèque à qui on attribue la création du Golem de Prague. | - Métagolem (acquis par Dante)                                 |
| Jeanne d'Arc              | Jeanne d'Arc était une chercheuse qui vivait en France dans les années 1400. La rumeur veut que ses capacités aient été héritées de ses ancêtres royaux français. Depuis l'âge de 12 ans, elle avait des visions du futur, dues à la malédiction de l'anneau d'Arc qu'elle portait. | - Gar-Ghoul (présumément) - Arc                                |
| Thor                      | Thor était un ancien chercheur en Islande. Selon la légende nordique, il a défendu Asgard, le royaume des dieux, contre le géant du froid, Ymir. Son arme de prédilection était le marteau magique Mjöllnir. | - Fenris (acquis par Montehue)                                 |
| Jason                     | Jason était un ancien chercheur de Grèce qui figurait en bonne place dans la mythologie grecque. Il dirigeait une équipe de héros et de marins connue sous le nom d'Argonautes. Le vaisseau amiral Argo, coulé au large de Sutos en Grèce, contenait son journal de bord et ses quatre Titans Hoplite. | - Hoplite x4 (acquis par Zhalia, Dante, Lok et Sophie) - Médée |
| Saint Georges             | Saint Georges était un valeureux chercheur des légendes britanniques. Son épée, contenant son Titan Lindorm, a été enterrée pendant des siècles en Libye, jusqu'à ce qu'elle soit déterrée par l'Organisation. L'épée a ensuite été récupérée par la Fondation Huntik, et Lok en a tiré l'amulette de Lindorm. | - Lindorm (acquis par Lok)                                     |
| Cú Chulainn               | Cú Chulainn, le grand guerrier chien, était un puissant chercheur irlandais. Il a été enterré dans la tombe de Newgrange avec l'amulette de son Titan Gybolg. | - Gybolg (acquis par Scarlet)                                  |
| Néfertiti                 | Néfertiti était une ancienne reine et chercheuse égyptienne, belle-mère et conseillère de Toutânkhamon. Elle possédait un sceptre contenant le pouvoir Trouve-Voie, et une clé permettant d'ouvrir la tombe de Toutânkhamon. Le tombeau de Néfertiti est situé dans la Vallée des Rois, en Égypte. |                                                                |
| Vlad Dracul               | Vlad Dracul (également connu sous le nom de Vlad l'Empaleur) était un ancien et maléfique chercheur. Avant de mourir, il a jeté un sort qui a permis à ses Titans de rester actifs dans son château pendant des siècles. À cause de son Titan vampirique, Antédiluvien, Vlad est devenu un vampire dans les légendes. | - Antédiluvien (acquis par Harrison)                           |
| Sir Lancelot              | Sir Lancelot était un puissant chercheur à la tête de l'une des principales branches de la famille Casterwill. Il était à la recherche du Saint Graal mais échoua à la fin de l'épreuve en tombant amoureux de Guenièvre. Il était lié à Cavalier et, à sa mort, il a laissé derrière lui ce Titan et des parchemins sur les pouvoirs de l'Amulette de la Volonté. Puisque Cavalier ne se lie qu'à des hommes nobles et dignes, il a refusé d'établir le lien avec Rassimov. Ce dernier, en colère, détruisit le Titan avec un pouvoir dévastateur. | - Cavalier (détruit)                                           |
| Hippolyta                 | Hippolyta est une jeune chercheuse et reine des Amazones en Turquie. Elle portait l'anneau du Titan légendaire Béhémoth comme pendentif, offert par sa mère. La mère d'Hippolyta était l'épouse de Metz. | - Diane - Solaile                                              |
| Roi Salomon               | Le roi Salomon était un ancien chercheur, épris d'un amour impossible pour la reine de Saba. Il possédait de nombreux trésors, de l'or, et l'anneau du Titan légendaire Tao, qu'il cacha dans les mines d'Ophir. | - Tao (acquis par Lok)                                         |
| Nikola Tesla              | Nikola Tesla était un scientifique et ingénieur né en Serbie au XIXème siècle et, en outre, un chercheur. Tesla a installé un Titan, une Sentinelle Triclops, pour garder son atelier. Zhalia Moon raconte comment elle a été confrontée à ce Titan imbattable alors qu'elle essayait de s'introduire dans l'atelier. | - Sentinelle Triclops                                          |
| Hernán Cortés             | Hernán Cortés était un conquistador espagnol et un puissant chercheur qui a conquis les terres des Aztèques. Après de longues années de voyages, il a obtenu l'anneau du Titan légendaire Umbra, le Jaguar furtif, alors qu'il se trouvait au Yucatán. À sa mort, il le laissa dans une grotte au fond de la mer de Cortés avec le reste de ses trésors. Pour le garder, il y a placé Conquistador, son puissant Titan capable de veiller sans relâche au fil des siècles.                                                                          | - Conquistador                                                 |
| Joueur de flûte d'Hamelin | Le joueur de flûte de Hamelin était un chercheur du Moyen Âge. Il est venu à Hamelin afin de stopper une infestation de Titans-rats, les Gremlow, et a réussi grâce à sa flûte magique. Cependant, lorsque les adultes n'ont pas voulu le payer, il a usé de sa mélodie pour emmener les enfants loin de Hamelin, et on ne l'a plus jamais revu. | - Gremlow                                                      |

### Les Titans légendaires

#### Saison 1
Jadis, Lord Casterwill s'est servi d'un artefact appelé "Amulette de la Volonté" pour invoquer les Titans légendaires. Ce furent les premiers Titans à arriver sur Terre. Ils sont trop puissants pour que des chercheurs ordinaires les contrôlent, ils ont donc été frappés d'une malédiction qui rend mortellement malade tout chercheur ne possédant pas l'Amulette de la Volonté au moment du contact avec l'anneau de l'un de ces Titans. Ces Titans sont les suivants :
- Overlos, Titan légendaire de l'Immortalité. Connu comme le roi des Titans, il est capable d'accorder l'immortalité à un homme et d'ouvrir une porte vers l'Huntik, le monde des esprits. Il est scellé à l'intérieur de l'Amulette de la Volonté et ne peut être invoqué que par un rituel impliquant les trois autres Titans du Corps, de l'Esprit et de l'Âme.
- Béhémoth, Titan légendaire du Corps, doué d'une force physique inégalable et capable de faire trembler la terre. Casterwill scella Béhémoth dans un anneau, à un endroit inconnu. Il fut ensuite retrouvé par Metz mais, sans l'Amulette de la Volonté, il fut frappé de la malédiction. Il confia la garde de l'anneau à sa femme, la reine des Amazones et mère d'Hippolyta, dans une forêt de Turquie.
- Tao, Titan légendaire de l'Âme, capable de produire des auras d'énergie surpuissantes. Casterwill scella Tao dans un anneau qu'il enfoui dans les mines du Roi Salomon en Égypte.
- Araknos, Titan légendaire de l'Esprit, dont la force réside dans la manipulation mentale. Il est capable de prendre le contrôle des hommes et des Titans grâce à ses fils de soie. Casterwill scella Araknos dans un anneau, et l'enfoui probablement dans un temple aztèque. Il fut le premier à être dérangé de son lieu de repos. Retrouvé par le Professeur, il l'utilisa pour rallier des milliers d'hommes à l'Organisation.

#### Saison 2
La saison 2 met en scène d'autres Titans légendaires ayant appartenu à la puissante famille Casterwill, que l'équipe s'attache à retrouver afin de vaincre la Spirale de Sang. Ces Titans sont les suivants :
- Pendragon, Titan légendaire des Champions, lié au champion de Casterwill, scellé dans l'Épée de Volonté sur l'île d'Avalon. Il ne peut être invoqué et maîtrisé que par le champion des Casterwill.Il se lie donc à Lok.
- Phœnix, Titan légendaire de la Renaissance, lié à la fille cadette de Casterwill, dissimulé sur une île indonésienne volcanique. Il est doué de la capacité de résurrection. Il se lie à Sophie.
- Mythras, Titan légendaire du Courage, lié au fils cadet de Casterwill, reposant dans la Forteresse de la Volonté de Fer. Il ne peut être lié qu'à un chercheur qui fait preuve d'un courage immense. Il se lie à Sophie avant qu'elle le donne à Vivian.
- Umbra, Titan légendaire des Dimensions, lié au fils aîné de Casterwill, retrouvé au Yucatán par le chercheur et navigateur Hernán Cortés et scellé dans une crypte au large de la mer de Cortés. Umbra est capable de téléporter des humains sur de longues distances et à travers les dimensions, mais l'usage de ce pouvoir l'affaibli progressivement au fil des siècles, et a causé sa mort. Il se lie à Dante.
- Quetzalcóatl, Titan légendaire des Invocations, lié à la fille aînée de Casterwill, caché dans l'Épée de Volonté puis déplacé dans la cité de Teotihuacan. Il a pour fonction notable de produire l'Étoile Bleue, un signal qui s'élève haut dans le ciel pour alerter les Casterwill du monde entier. Il se lie à Lok.

D'autres Titans légendaires n'appartenant pas aux Casterwill sont impliqués dans la saison :
- Légion, Titan légendaire de la Guerre, lié à Rassimov. Il est capable d'absorber les Titans qu'il vainc au combat, détruire leur amulette et utiliser leur pouvoir. Il absorba des centaines de Titans à travers les époques et devint donc redoutable, mais il finit par être détruit lors de la bataille finale contre la Spirale de Sang, et les esprits des Titans qu'il a absorbé furent libérés et renvoyés vers l'Huntik.
- Demigorgan, Titan légendaire de la Trahison, lié au Traître. Demigorgan est capable de produire des leurres et des illusions pour déstabiliser Titans et chercheurs et les retourner les uns contre les autres. Il s'est notamment servi de ce pouvoir pour reproduire l'holotome de Lok et le mener sur une fausse piste tout au long de la saison 2.
- Arc, Titan légendaire du Destin, lié à Jeanne d'Arc. Elle est capable d'envoûter les chercheurs et de les plonger dans un monde onirique cauchemardesque où ils se battent vainement contre leurs démons intérieurs et leurs peurs profondes, associés à une vision de leur destin. L'anneau d'Arc, retrouvé par l'équipe Huntik lors de la saison 1 sans qu'ils ne sachent ce qu'il était vraiment, était originellement enfoui dans les catacombes de Paris. Il revient durant la saison 2 en révélant sa vraie nature.

## Pouvoirs
Les chercheurs sont non seulement capable de contrôler des Titans, mais aussi d'utiliser toute sorte de pouvoirs offensifs, défensifs ou utilitaires. On peut les apprendre aussi bien dans les livres qu'avec un entraînement pratique.
Parmi les sorts notables se trouvent Flash Éclair (boule de lumière), Hyper Saut, ou encore Brise Sort. Certains sorts sont exclusifs aux membres de certains clans, comme le sort défensif Garde Honneur réservé à la famille Casterwill.

## Liste des épisodes

### Saison 1
1. La Naissance d'un chercheur
2. L’union fait la force
3. Mensonges et Vérités
4. La Rivière des secrets
5. Le Mystère des catacombes
6. Diviser pour mieux conquérir
7. Voyage dans le royaume de Thor
8. Le Marteau de Thor
9. Le Regard qui tue
10. Le Trésor des Argonautes
11. Un si joli piège
12. Un lourd héritage
13. Retour au bercail
14. Le travail, c'est la santé
15. Le Sceptre de Néfertiti
16. Le Collectionneur fou
17. Le Vampire édenté
18. La Route des souvenirs
19. Le Secret des Amazones
20. Le Guide invisible
21. Mise à l'épreuve
22. L'Aspic d'or
23. L'Alliance
24. Le Secret du professeur
25. La Divine Comédie
26. Le Combat final

### Saison 2
1. Les Retrouvailles
2. L'Observatoire perdu
3. La Caverne de cristal
4. La Conquête de l'épée
5. A la recherche de Void
6. Une nouvelle menace
7. Les Frères ennemis
8. Les Prophéties d'Arc
9. La Mission de Zhalia
10. Les Nouveaux Chercheurs
11. Les Secrets de la famille Casterwill
12. La Cité perdue de Teotihuacan
13. L'Épreuve de Sophie
14. La Nouvelle Dame du lac
15. Le Joueur de flûte d'Hamelin
16. La Crypte de Cortès
17. Le Cœur de Vlad Dracula
18. La Magnétite
19. Les Cendres du Phénix
20. Un allié de poids
21. A la poursuite de Rassimov
22. Les Gardiens de Tir Na Nog
23. La Nuit la plus longue
24. Le Retour du traître
25. Lok contre le traître
26. Renaissance

## Anecdotes
- Les événements historiques du monde de Huntik sont légèrement différents de ceux du monde réel : de nombreuses figures historiques sont en réalité des chercheurs, si puissants qu'ils sont passés à la postérité, tel que Jeanne d'Arc, Lancelot ou encore Néfertiti. De même, les créatures mythologiques du monde réel sont en fait dérivées du Titan qui en est à l'origine, tel que Lindorm (le lindworm) ou Gar-Ghoul (la gargouille).
- L'histoire de la famille Casterwill est étroitement liée à celle de la légende du Roi Arthur. La Dame du Lac, l'épée de Volonté, ou le Titan Pendragon sont des exemples de référence au mythe arthurien.
- Le nom du personnage de Dante fait écho à l'auteur italien Dante Alighieri, comme le suggère également le nom de l'épisode 25 de la saison 1, intitulé La Divine Comédie.
- Les membres du Conseil Huntik sont tous nommés selon des musées célèbres dans le monde :
  - Metz - Le Metropolitan Museum of Art (MET)
  - Guggenheim - Le Guggenheim Museum
  - Higgans - Le Higgins Art Gallery & Museum (en)
  - Momax - Le Museum of Modern Art (MOMA)
  - Nasher - Le Nasher Museum of Art
  - Teien - Le Musée d'Art métropolitain Teien de Tokyo
  - Uffizi - Les Galleria degli Uffizi